# Tomáš Necid
Tomáš Necid (* 13. srpna 1989, Praha, Československo) je český fotbalový útočník a reprezentant, od června 2025 hráč SK Slavia Praha „B“, hrající druhou nejvyšší českou soutěž Chance Národní liga.
V roce 2008 zvítězil v české anketě Fotbalista roku v kategorii Talent roku. Mimo Česko působil na klubové úrovni v Rusku, Řecku, Nizozemsku, Turecku a Polsku.
S manželkou Klárou má syna Alexe (*2015) a dceru Miu (*2019).

## Klubová kariéra
S fotbalem začínal ve Stodůlkách v pěti letech, odkud v průběhu dorostu zamířil do SK Slavia Praha. Za rok 2006 byl vyhlášen nejlepším českým dorostencem.

### SK Slavia Praha
V roce 2006 se propracoval do prvního týmu. V sezóně 2007/08 vyhrál se Slavií mistrovský titul, přestože jarní část strávil na hostování v Jablonci. Také si zapsal účast v Lize mistrů. V zimním přestupovém období sezony 2008/09 přestoupil do CSKA Moskva. Danou sezonu však začal ve Slavii a ta v ní získala mistrovský titul. Stal se tak mistrem ČR.

### FK Baumit Jablonec (hostování)
V lednu 2008 odešel na hostování do Baumitu Jablonec. V klubu působil půl roku. Během této doby odehrál 13 zápasů, ve kterých vstřelil 5 branek.

### CSKA Moskva

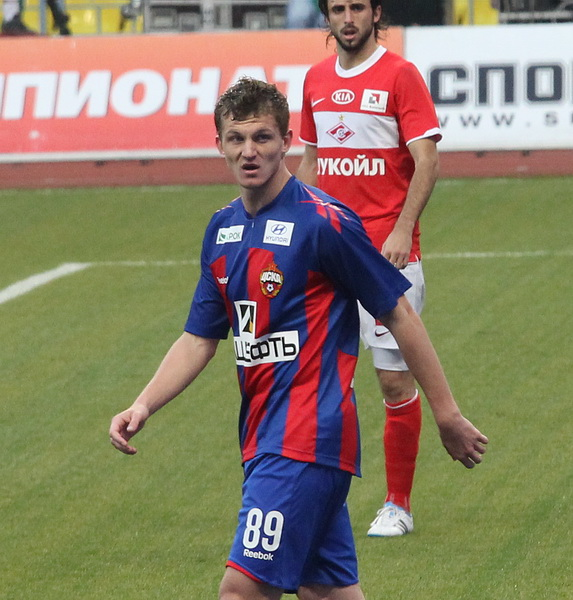
V dresu CSKA Moskva (2011)

Na začátku sezony 2008/09 vedení Slavie oznámilo, že se dohodlo s ruským klubem CSKA Moskva na jeho prodeji k začátku roku 2009. S Mužstvem, které se stalo hráčovým prvním zahraničním angažmá, podepsal smlouvu do konce podzimní části sezony 2012/13. V roce 2011 utrpěl vážné zranění kolene, které si o rok později obnovil. Kvůli tomu odehrál v těchto letech pouze jediné ligové utkání, navíc jako střídající hráč. V květnu 2013 CSKA Moskva získal titul v ruské Premier Lize. V létě 2013 s týmem podepsal nový kontrakt do konce sezony 2014/15. Od ročníku 2013/14 působil na hostování v jiných klubech. V únoru 2015 se hráč dohodl s klubem na předčasném konci smlouvy.

### PAOK Soluň (hostování)
V červenci 2013 odešel Necid na roční hostování do řeckého týmu PAOK Soluň. V odvetě třetího předkola Ligy mistrů 2013/14 7. srpna 2013 proti ukrajinskému celku FK Metalist Charkov vstřelil jednu branku, která stačila na konečnou remízu 1:1. Přišel na hřiště v 82. minutě a již za několik sekund skóroval střelou k tyči. PAOK však po úvodní prohře 0:2 ze soutěže vypadl. 17. srpna odehrál za PAOK první ligový zápas, za stavu 3:0 šel na posledních 10 minut utkání se Škodou Xanthi, další gól nepřidal.

### SK Slavia Praha (hostování)
V zimní ligové přestávce sezóny 2013/14 jej CSKA Moskva uvolnilo na hostování do Slavie Praha, byť měl ještě zůstat v PAOKu. Tam však plnil spíše roli náhradníka. Ve hře byly ještě možnosti hostování v nizozemském celku PEC Zwolle a belgickém Anderlechtu Brusel (ten chtěl ale i opci na přestup, což CSKA odmítlo). Svůj první gól po návratu do Slavie Praha si připsal 15. ledna na soustředění proti tamnímu celku Buzanada a druhý gól 16. ledna proti celku UD San Lorenzo. Obnovenou premiéru v 1. lize zažil 22. února 2014 proti SK Sigma Olomouc, ale značně mu zhořkla, neboť Slavia dostala od soupeře výprask 1:5. Poprvé po návratu se v „sešívaném“ dresu radoval z ligového gólu ve svém druhém zápase 28. února proti FK Dukla Praha, v němž vstřelil vítězný gól (Slavia vyhrála 2:1). Po sezoně 2013/14 se vrátil do CSKA Moskva s bilancí 13 ligových zápasů a 3 vstřelených gólů.

### PEC Zwolle
Do nabitého kádru CSKA se nevešel ani před sezonou 2014/15 a tak odešel na hostování do nizozemského PEC Zwolle. Při svém debutu v Eredivisie 16. srpna 2014 proti domácímu týmu FC Dordrecht přihrál v nastaveném čase na vítězný gól Mustafu Saymakovi. S PEC si zahrál v Evropské lize 2014/15, kde se tým střetl ve 4. předkole s AC Sparta Praha. V úvodním domácím zápase (remíza 1:1) se po faulu na něj kopal pokutový kop (neproměněný) a zapojil se i do akce, po níž padl jediný gól domácích. Nastoupil i v odvetném utkání v Praze, kde měl hned ve 4. minutě velkou šanci, kterou brankář David Bičík vykopl. PEC prohrál 1:3 a do základní skupiny nepostoupil. V PEC se dostal do solidní formy, která podle nizozemských médií neunikla pozornosti slovutných nizozemských klubů AFC Ajax, Feyenoord, FC Twente a také německé Borussie Dortmund. V lednu 2015 si ho CSKA Moskva stáhl z hostování zpět, aby ho mohl prodat. Za Zwolle odehrál celkem 17 zápasů a vstřelil 10 branek. V následujícím měsíci podepsal hráč se Zwolle půlroční smlouvu po předčasném ukončení kontraktu v Rusku.

### Bursaspor
V létě 2015 se o hráče zajímala Sparta Praha a některé kluby z Itálie, ale nakonec zamířil do tureckého Bursasporu, kde podepsal čtyřletý kontrakt a sešel se zde s krajanem Tomášem Sivokem.

### Legia Warszawa (hostování)
Koncem ledna 2017 odešel na hostování do polského popředního klubu Legia Warszawa, který čekaly boje v jarní vyřazovací části Evropské ligy UEFA 2016/17. Vybral si dres s číslem 24. V Legii se setkal s krajanem Adamem Hlouškem. V úvodním ligovém utkání si připsal asistenci na gól, ale poté se zranil. V Ekstraklase skončil v sezóně 2016/17 s bilancí 6 zápasů a 1 vstřelená branka.

### SK Slavia Praha (druhé hostování)
V září 2017 se vrátil opět do Slavie Praha na roční hostování z Bursasporu s opcí na trvalý přestup. Měl nabídky i z Nizozemska a Turecka. Necid se ovšem kvůli nabitému útoku Slavie nikdy nedokázal prosadit do základní sestavy. Nastupoval převážně v pohárech, kde ho zdobila docela slušná produktivita (10 zápasů, 5 gólů). Ovšem po změně trenéra ztratil i tuto pozici a na jaře odehrál pouhých 133 minut.

### ADO Den Haag
Slavia Praha tedy s Necidem ve svých plánech už nepočítala a rozhodla se proto neuplatnit opci na trvalý přestup. Tomáš se proto vrátil do Bursasporu, kde se řešilo jeho další angažmá. S klubem se dohodli na předčasném ukončení smlouvy a hráč si proto mohl hledat nový klub. Na konci srpna 2018 se Necid dohodl na angažmá s nizozemským Den Haagem. Podepsal smlouvu na 2 roky. Necid debutoval 1.9.2018 v zápase s Excelsiorem a připsal si 2 asistence. Odehrál celé utkání. Svoje první 2 zásahy si připsal při zápasu nizozemského poháru proti Rosmalenu, který skončil výhrou 6:0 pro Den Haag.

### Bohemians Praha 1905
Dne 12. října 2020 podepsal jako volný hráč roční smlouvu s pražskými Bohemians s příslibem, že v případě zajímavé zahraniční nabídky mu klub v zimním přestupovém období nebude bránit v odchodu.

### FK Viktoria Žižkov
Dne 1. července 2024 podepsal jako volný hráč kontrakt na Žižkově.

## Reprezentační kariéra

### Mládežnické reprezentace
Tomáš Necid se od začátku své profesionální kariéry zapojil do reprezentace České republiky v nejrůznějších věkových kategoriích. V roce 2006 se stal nejlepším střelcem šampionátu do 17 let v Lucembursku, kde dal v pěti zápasech pět gólů. Čeští mladíci podlehli ve finále Rusku až v penaltovém rozstřelu.
V následujícím roce se účastnil kvalifikace na Mistrovství Evropy do 19 let v Rakousku, kde reprezentační tým ztroskotal na výběrech Anglie, Nizozemska a Ruska v elitní skupině. Tomáš se ukázal na následujícím mistrovství stejné kategorie konaném v České republice, kde opět získal trofej nejlepšího střelce se čtyřmi góly za čtyři zápasy a výrazně tak pomohl týmu k celkovému třetímu místu.
Start na mistrovství světa do 20 let 2007 v Kanadě mu zhatilo jen zranění.
Na podzim 2008 pak odehrál jeden zápas za reprezentaci do 21 let proti Ukrajině. Bilance v mládežnických reprezentacích:
- reprezentace do 16 let: 8 utkání (5 výher, 2 remízy, 1 prohra), 7 vstřelených gólů
- reprezentace do 17 let: 18 utkání (10 výher, 6 remíz, 2 prohry), 11 vstřelených gólů
- reprezentace do 19 let: 20 utkání (9 výher, 5 remíz, 6 proher), 14 vstřelených gólů
- reprezentace do 21 let: 1 utkání (1 prohra), 0 vstřelených gólů

### A-mužstvo
Necid byl nominován do A-mužstva ke kvalifikačnímu zápasu o Mistrovství světa 2010 v JAR proti San Marinu (19. listopad 2008), ve kterém si připsal premiérový start i premiérový gól. Stal se tak ve svých 19 letech a 93 dnech nejmladším reprezentačním střelcem, dokud jej 12. října 2010 nepřekonal Václav Kadlec (18 let, 4 měsíce a 22 dní).
Ve třetím kole kvalifikace na EURO 2016 13. října 2014 se představil v národním dresu po cca dvouleté pauze. Byl to vydařený comeback, v Astaně proti Kazachstánu pomohl gólem k výhře 4:2, ČR měla po třech zápasech na kontě plný počet 9 bodů. S českým týmem slavil postup na EURO 2016 ve Francii.
Trenér Pavel Vrba jej zařadil do závěrečné 23členné nominace na EURO 2016 ve Francii. V úvodním zápase českého týmu proti favorizovanému Španělsku (porážka 0:1) se gólově neprosadil, neměl ani dostatečnou podporu od zálohy. Ve druhém utkání 17. června proti Chorvatsku vyrovnal v nastaveném čase z pokutového kopu na konečných 2:2, zisk bodu dával Čechům naději na postup do osmifinále. Ve třetím střetnutí proti Turecku přišla porážka 0:2 a český tým obsadil se ziskem jediného bodu poslední čtvrté místo skupiny.

### Reprezentační zápasy a góly
Zápasy Tomáše Necida v A-mužstvu české reprezentace
| 2008               | 1  | 1  |
| 2009               | 11 | 3  |
| 2010               | 8  | 3  |
| 2011               | 5  | 0  |
| 2012               | 1  | 0  |
| 2013               | 0  | 0  |
| 2014               | 2  | 1  |
| 2015               | 6  | 1  |
| 2016               | 10 | 3  |
| Celkem             | 44 | 12 |
| Platí k 5. 9. 2017 |    |    |

Góly Tomáše Necida v A-mužstvu české reprezentace
| 010                | 19. 11. 2008 | Stadio Olimpico, Serravalle, San Marino                              | San Marino      | 00:300 (83.)  | 0:3 | kvalifikace na MS 2010   |
| 02                 | 005. 6. 2009 | Chance Arena, Jablonec nad Nisou, Česko                              | Malta           | 01:000 (77.)  | 1:0 | přátelské utkání         |
| 03                 | 009. 9. 2009 | Městský fotbalový stadion Miroslava Valenty, Uherské Hradiště, Česko | San Marino      | 06:000 (86.)  | 7:0 | Kvalifikace na MS 2010   |
| 04                 | 10. 10. 2009 | Generali Arena, Praha, Česko                                         | Polsko          | 01:000 (51.)  | 2:0 | Kvalifikace na MS 2010   |
| 05                 | 025. 5. 2010 | Rentschler Field, East Hartford, USA                                 | USA             | 02:4 00(90.)  | 2:4 | přátelské utkání         |
| 06                 | 011. 8. 2010 | Stadion u Nisy, Liberec, Česko                                       | Lotyšsko        | 04:0 00(77.)  | 4:1 | přátelské utkání         |
| 07                 | 12. 10. 2010 | Rheinpark Stadion, Vaduz, Lichtenštejnsko                            | Lichtenštejnsko | 00:1 00(12.)  | 0:2 | kvalifikace na EURO 2012 |
| 08                 | 13. 10. 2014 | Astana Arena, Nur-Sultan, Kazachstán                                 | Kazachstán      | 01:4 00(88.)  | 2:4 | kvalifikace na EURO 2016 |
| 09                 | 13. 11. 2015 | Městský stadion v Ostravě-Vítkovicích, Ostrava, Česko                | Srbsko          | 02:0 0(63.)   | 4:1 | přátelský zápas          |
| 10                 | 27. 5. 2016  | Kufstein Arena, Kufstein, Rakousko                                   | Malta           | 05:0 00(81.)  | 6:0 | přátelský zápas          |
| 11                 | 1. 6. 2016   | Tivoli Neu, Innsbruck, Rakousko                                      | Rusko           | 02:1 00(90.)  | 2:1 | přátelský zápas          |
| 12                 | 17. 6. 2016  | Stade Geoffroy-Guichard, Saint-Étienne, Francie                      | Chorvatsko      | 02:2 0(90+3.) | 2:2 | EURO 2016                |
| Platí k 5. 9. 2017 |              |                                                                      |                 |               |     |                          |